# Eping (sockenhuvudort i Kina, Hubei Sheng, lat 32,20, long 109,67)
Eping (kinesiska: 鄂坪, 鄂坪乡) är en sockenhuvudort i Kina. Den ligger i provinsen Hubei, i den centrala delen av landet, omkring 470 kilometer väster om provinshuvudstaden Wuhan. Antalet invånare är 7 023. Befolkningen består av 3 089 kvinnor och 3 934 män. Barn under 15 år utgör 11,0 %, vuxna 15-64 år 76 %, och äldre över 65 år 12,0 %.
Runt Eping är det ganska tätbefolkat, med 96 invånare per kvadratkilometer. Närmaste större samhälle är Zhongfeng, 14,3 km norr om Eping. I omgivningarna runt Eping växer i huvudsak blandskog.
Genomsnittlig årsnederbörd är 1 072 millimeter. Den regnigaste månaden är september, med i genomsnitt 177 mm nederbörd, och den torraste är december, med 5 mm nederbörd.